# 茨城県立玉造工業高等学校
茨城県立玉造工業高等学校（いばらきけんりつ たまつくりこうぎょうこうとうがっこう）は、茨城県行方市芹沢に所在する公立の工業高等学校。

## 概要
2006年度から「工業に関する学科」と称して括り募集になり、入試時に学科を指定しての募集をしなくなった。
そのため1年次は全員同じカリキュラムで授業を行い、2・3年次で希望の学科とコースの授業を行う。女の子がとてもすくない。

## 学科とコース
- 工業に関する学科（2006年度より1年次が必修）

以下2年次から選択式
- 機械科
- 電気科
- 情報技術科（2007年度から新設）

## 沿革
- 1963年4月1日 - 玉造工業高等学校設立
- 2008年7月 - 本館解体作業開始
- 2009年10月13日 - 新管理・普通教室棟完成
- 2009年11月7日 - 管理・普通教室棟(本館)竣工式